# Associazione Sportiva Nuoto Catania
L’Associazione Sportiva Nuoto Catania è la principale società di pallanuoto maschile di Catania.

## L'impianto
La squadra maschile di pallanuoto disputa le partite di campionato A1 presso la Piscina Frascesco Scuderi di Catania. 
L'impianto fu notevolmente migliorato durante la gestione Francesco Scuderi. Oggi ospita una piscina da 30 metri, due tribune e tre spogliatoi, un bar e una zona relax.

## Rosa 2025-2026
| N° |                      | Ruolo | Giocatore         |
| -- | -------------------- | ----- | ----------------- |
|    | Italia (bandiera)    | P     | Marco Rossi       |
|    | Rep. Ceca (bandiera) | P     | Alan Akmalov      |
|    | Italia (bandiera)    | D     | Riccardo Torrisi  |
|    | Serbia (bandiera)    | D     | Mihajlo Biocanin  |
|    | Italia (bandiera)    | D     | Francesco Foti    |
|    | Italia (bandiera)    | CV    | Francesco Emmi    |
|    | Italia (bandiera)    | D     | Giorgio La Rosa   |
|    | Italia (bandiera)    | A     | Samuele Catania   |
|    | Italia (bandiera)    | A     | Federico Gulisano |

| N° |                       | Ruolo | Giocatore            |
| -- | --------------------- | ----- | -------------------- |
|    | Italia (bandiera)     | A     | Eugenio Russo        |
|    | Montenegro (bandiera) | A     | Lazar Vukicevic      |
|    | Italia (bandiera)     | A     | Federico Trimarchi   |
|    | Italia (bandiera)     | A     | Matteo Ferlito       |
|    | Italia (bandiera)     | A     | Valentino Gallo      |
|    | Italia (bandiera)     | CB    | Giorgio Torrisi      |
|    | Italia (bandiera)     | CB    | Christian Napolitano |
|    | Italia (bandiera)     | CV    | Ruben Riolo          |

## Allenatori e presidenti

### Allenatori
Di seguito la cronologia degli allenatori che si sono susseguiti negli anni.
- 1965-1994  ..
- 1994-1996  Markovic
- 1996-1999  Francesco Scuderi
- 2000-2003  Sergio Afric
- 2004-2005  Francesco Scuderi
- 2006-2008  Giovanni Puliafito
- 2008-2016  ..
- 2016-oggi  Giuseppe Dato

### Presidenti
Di seguito la cronologia degli allenatori che si sono susseguiti negli anni. 
- 1965-2005  ..
- 2005-2013  Francesco Scuderi
- 2013-oggi  Mario Torrisi

## Statistiche e record

### Partecipazione ai campionati
| Livello  | Categoria | Partecipazioni | Debutto   | Ultima stagione | Totale |
| -------- | --------- | -------------- | --------- | --------------- | ------ |
| 1º       |           |                |           |                 |        |
| Serie A1 | 20        | 1992-1993      | 2022-2023 | 20              |        |
| 2º       |           |                |           |                 |        |
| Serie A2 | 16        | 1987-1988      | 2020-2021 | 16              |        |
| 3º       |           |                |           |                 |        |
| Serie B  | 11        | 1975-1976      | 1986-1987 | 11              |        |
| 4º       | Serie C   | 10             | 1965-1966 | 1979-1980       | 10     |

### Statistiche di squadra
La Nuota Catania viene classificata, considerando il numero per partecipazioni a campionati di massima serie, la seconda squadra di pallanuoto esistente nel panorama isolano dopo il Circolo Canottieri Ortigia.
Il derby fra Nuoto Catania e CC Ortigia, per antonomasia il derby di Sicilia, costituisce la maggiore rivalità pallanuotistica della Sicilia. I rossazzurri ed i biancoverdi sono infatti i due club siciliani col maggior numero di partecipazioni al campionato di Serie A1. Le due città si sono sfidate complessivamente 51 volte (la prima volta nel massimo campionato nella stagione 1991-1992).

## Palmarès

### Trofei giovanili
- Campionato italiano Under-17 A: 1

2003
- Campionato italiano Ragazzi: 1

2018

### Trofei Master 40
- Campionato italiano: 1

2012

## Formazioni storiche
- 1975-1979 (B) : Bonaventura F., Scebba S., La Mantia I., Scuderi A., Scuderi C., Cali A., Torrisi A., Fava C., Ferlito M., Torrisi D.
- 1994-1995 (A1):  Luca Antongiulio, Arnaud Fulvio, Pignataro Bruno, Malato Francesco, Dato Giuseppe, Palazzo Marco, Mangani Salvatore, Uskokovic Veljko, Scuderi Francesco, Veroux Massimiliano, Longo Marcello, Arnaud Fabrizio, Arnaud Sergio. All. Markovic
- 1995-1996 (A1): Capuano, Arnaud F., Dato, Kolotov, Palazzo, Mangani, Pellegrino, Polacik, Granata, Alessi, Valenti, Pignataro, Arnaud S. All. Markovic
- 1996-1997 (A1): Antonino, F. Arnaud, Pignataro, Dato, Petovary,T. Varga, Palazzo, Mangani, Granata, Veroux, Pellegrino, Arnaud S., Immè. All. Scuderi
- 1997-1998 (A1): Antonino,F.Arnaud, Pignataro, Dato, Petovary, Woods, Valenti, Alessi, Mangani, Granata, Veroux, Pellegrino, Arnaud S.Immè. All. Scuderi
- 1998-1999 (A1): Antonino,F.Arnaud, Ikodinovic,De la Pena, Mangani, Granata, Dato, Piccione, Alessi,Immè, Arnaud S.,Puglisi R.Markovic V.,Ensabella. All. Scuderi
- 2001-02 (A2): Fulvio Arnaud, Sergio Arnaud, Salvatore Cacia, Antonio Ciavola, Giuseppe Dato, Ensabella, Fazekas, Fabrizio Imme, Giuseppe Iuppa, Luciano Ordile, Marco Palazzo, Giorgio Patti, Potulnisky. Allenatore: Afric.
- 2002-03 (A1): Alessi, Bocchia, Dato, Di Paola, Imme, Iuppa, Kunac, Nesham, Ordile, Palazzo, Paratore, Patti, Pavlovic.
- 2004-05 (A1): Bocchia, Balatoni, D'Angelo, Del Giudice, Glavan, Ordile, Palazzo, Scanu, Tabita, Torrisi. Allenatore: Scuderi.
- 2006-07 (A1): Dato, Milakovic, Nikolic, Ninfa, Palazzo, Patti, Aurelio Scebba, B. Torrisi, C. Torrisi, Volarevic, Zovko, Zubcic. Allenatore: Puliafito.
- 2007-08 (A1): Volarevic, Bartolocci, Ninfa, Brian, Zovko, Milakovic, Giacoppo, Scebba, Nikolic, Dato, Primorac, Torrisi Cristiano, Tringali, Spampinato. Allenatore: Giovanni Puliafito.
- 2016/17 (A2): Pellegrino, Catania, Maiolino, La Rosa, Sparacino, A. Condemi, G. Torrisi, M. Ferlito, Kacar, Privitera, Russo, Stojcic, Graziano. Allenatore: Giuseppe Dato.